# Hysteropterum transcaucasicum
Hysteropterum transcaucasicum är en insektsart som beskrevs av Melichar 1914. Hysteropterum transcaucasicum ingår i släktet Hysteropterum och familjen sköldstritar. Inga underarter finns listade i Catalogue of Life.